# Arp 273
Arp 273 es un grupo de galaxias a una distancia de 300 millones de años luz en la constelación de Andrómeda. Fue descrita por primera vez en el Atlas de galaxias peculiares (en inglés: Atlas of Peculiar Galaxies), compilado por Halton Arp en 1966. La mayor de las galaxias espirales, conocida como UGC 1810, tiene una masa  aproximadamente cinco veces mayor que la galaxia más pequeña. 
Tiene un disco distorsionado —en una forma algo parecida a una rosa— por el tirón gravitacional de UGC 1813, la galaxia compañera debajo de él. La galaxia más pequeña muestra claros signos de formación estelar activa en su núcleo,  y  «se cree que la galaxia más pequeña realmente pasó a través de la más grande».

## Otras imágenes
- Imagen con información de escala y localización, consultado el 20 de septiembre de 2011